# Fonovich János
Fonovich János (Alsólászló, 1715. november 20. – Hédervár, 1788) jezsuita rendi szerzetes, bölcseleti és teológiai doktor, igazgató.

## Életútja
1734-ben lépett be a rendbe Sopronban. Miután a bölcseletet és teológiát elvégezte és mindkettőből doktori fokozatot nyert, tanított Kolozsvárt, Budán, Győrben, Nagyszombatban és Kassán összesen tizenkét évig. Azután a rendház főnöke volt Károlyvárosban, lelkész és igazgató Budán a felsőbb iskolában, végül lelkész Egerben. A rend feloszlatása (1773) után Hédervárt tartózkodott a Viczay grófi családnál.

## Munkái
- Hungaria fida Austriae. Tyrnaviae, 1743